# Giro d'Italia de 1979
Giro d'Italia 1979 foi a sexagésima segunda  edição da prova ciclística Giro d'Italia (Corsa Rosa), realizada entre os dias 17 de maio e 6 de junho de 1979.
A competição foi realizada em 19 etapas com um total de 3.301 km.
O vencedor foi o ciclista italiano Giuseppe Saronni. Largaram 130 ciclistas, e o vencedor conclui a prova com a velocidade média de 36,887 km/h.